# Guy Wilks
Pour les articles homonymes, voir Wilks.
Guy Wilks, né le 22 janvier 1981 à Darlington, est un pilote automobile britannique de rallyes.

## Biographie
Il commence la compétition automobile en 2000.
Il dispute le WRC de 2002 (rallye de Suède sur Mitsubishi Lancer Evo VI) à 2008 (RAC Rally sur Mitsubishi Lancer Evo IX), soit 43 courses, et se lance ensuite dans l'IRC pour 25 rallyes supplémentaires de 2009 à 2011 (6e du championnat en 2010, malgré un accident en Sardaigne avec fractures des deux premières vertèbres lombaires).
Son meilleur résultat en championnat mondial est une 6e place au rallye d'Irlande en 2007 (copilote le gallois Phil Pugh, sur Subaru Impreza WRC).
Il a remporté 8 victoires en BRC entre 2007 et 2008.

## Palmarès (au 30/11/2013)

### Titres
- Double Champion de Grande-Bretagne des rallyes (BRC): 2007 et 2008 (sur Mitsubishi Lancer Evo IX R4, copilote Ph. Pugh, seul en 2007, puis en alternance avec David Moynihan en 2008);
- Champion de Grande-Bretagne 1600 des rallyes (BRC): 2004 (sur Suzuki Ignis S1600);
- Champion de Grande-Bretagne junior (BRC): 2005 (sur Suzuki Ignis S1600);
- Champion junior de Ford Ka: 2000;
  - Vice-champion du monde JWRC des rallyes: 2005;
  - Vice-champion de Grande-Bretagne catégorie 1600 des rallyes: 2006;
  - 2e du championnat Ford Puma 1400 series: 2001;
  - 3e du championnat du monde JWRC des rallyes: 2004 (4e en 2006);
  - 3e du championnat de Grande-Bretagne catégorie 1600 des rallyes: 2002.

### Victoire en IRC
- Rallye d'Écosse: 2009 (sur Škoda Fabia S2000);

(et 2e aux rallyes de Curitiba (Brésil), et d'Argentine en 2010)

### Victoire en PWRC

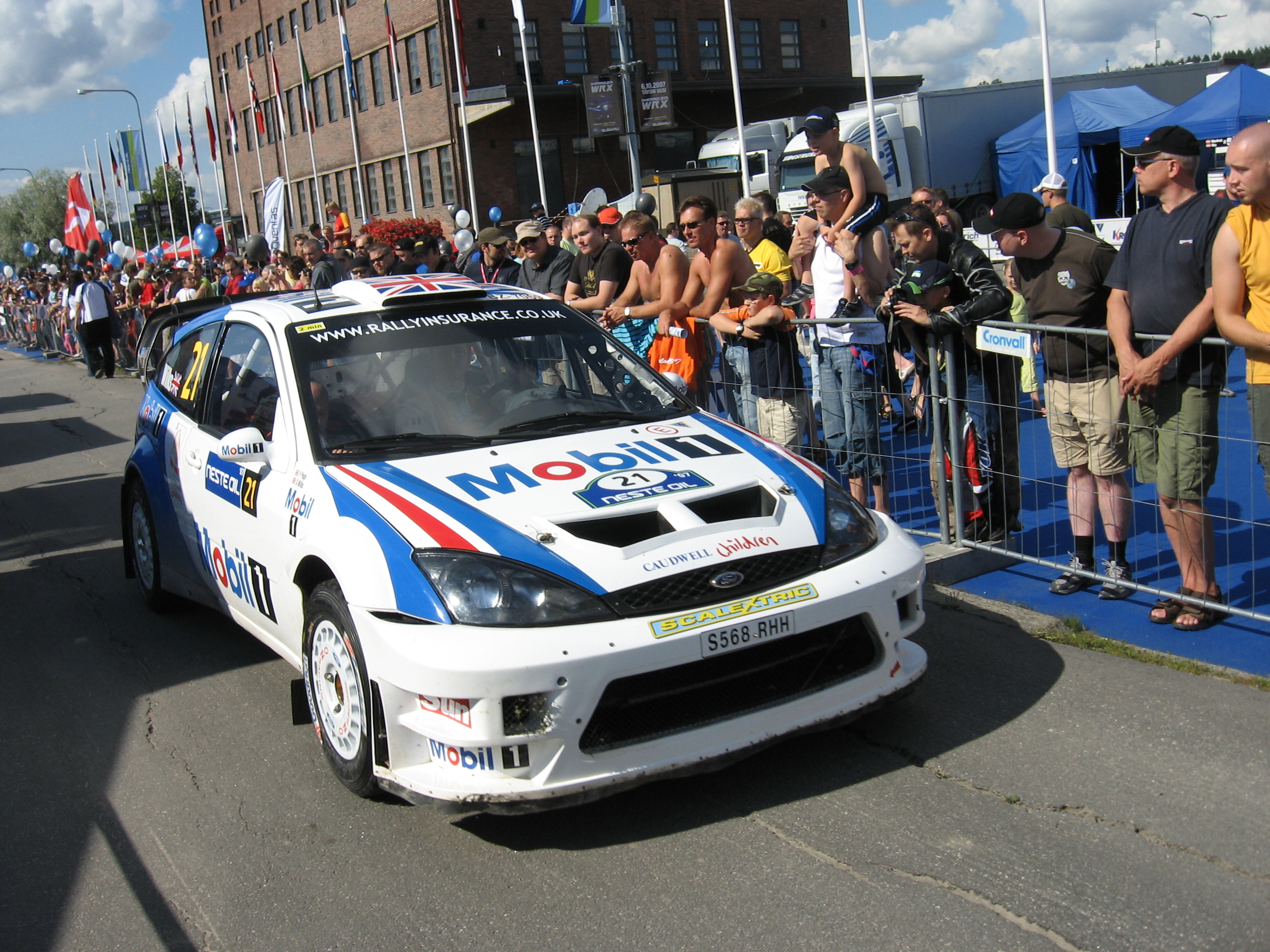
G. Wilks au rallye de Finlande 2007, sur Ford RS Focus WRC.

- Rallye de Grande-Bretagne: 2007 (sur Mitsubishi Lancer Evo IX);

### 5 victoires en JWRC
- Rallye de l'Acropole: 2004 (sur Suzuki Ignis S1600);
- Rallye de Grande-Bretagne: 2004 (sur Suzuki Ignis S1600);
- Rallye du Mexique: 2005 (sur Suzuki Ignis S1600);
- Rallye d'Argentine: 2006 (sur Suzuki Swift S1600);
- Rallye de Finlande: 2006 (sur Suzuki Swift S1600);

### 4 victoires en BRC
- Rallye Pirelli: 2007 et 2008;
- Rallye du Yorkshire: 2007;
- Rallye de Grande-Bretagne: 2007...

## Récompenses
- National Rally Driver of the Year (Autosport): 2004.